# Balkhash Airport
Balkhash Airport är en flygplats i Kazakstan.   Den ligger i oblystet Qaraghandy, i den centrala delen av landet, 500 km sydost om huvudstaden Astana. Balkhash Airport ligger 428 meter över havet.
Terrängen runt Balkhash Airport är huvudsakligen platt. Balkhash Airport ligger uppe på en höjd.  Trakten runt Balkhash Airport är nära nog obefolkad, med mindre än två invånare per kvadratkilometer. Närmaste större samhälle är Balchasj, 5,1 km söder om Balkhash Airport. Trakten runt Balkhash Airport består i huvudsak av gräsmarker.